# Jerry Jones
Jerral Wayne "Jerry" Jones Sr. (n. 13 octombrie 1942) este un om de afaceri american. El este proprietarul, președinte și directorul general al echipei Dallas Cowboys, care joacă în NFL.

## Viața timpurie
Jones s-a născut în Los Angeles, California. Familia lui s-a mutat în North Little Rock, Arkansas, Jones jucând fotbal american la licul North Little Rock. El a studiat la Universitatea din Arkansas, unde a fost un membru al Kappa Sigma. El a fost, de asemenea, co-căpitanul echipei de fotbal pe colegii Arkansas Razorbacks, care a participat la Campionatul Național din 1964
Potrivit unui interviu cu Jones pe HBO, după ce a absolvit colegiul în 1965, a împrumutat un milion de dolari de la Jimmy Hoffa, cu care și-a deschis un lanț de magazine și restaurante în Missouri. Când acest proiect a eșuat, lui Jones i-a fost dat un loc de muncă de la compania Modern Security Life. El și-a obținut masteratul în afaceri în 1970. Folosindu-se de bani de la Sindicat, pentru a achiziționa de la Liga de Fotbal American echipai San Diego Chargers în 1967), el a început o exploatare de petrol și gaze în Arkansas. În prezent compania lui privată prospectează resurse naturale.

## Dallas Cowboys
Pe 25 februarie 1989, Jones a cumpărat echipa Dallas Cowboys de la H. R. "Bum" Luminos pentru 140 de milioane dolari. Imediat după achiziționarea, el l-a concediat pe vechiul antrenor Tom Landry, la acel moment, singurul antrenor din istoria echipei, în favoarea vechiul său coleg de la Arkansas, Jimmy Johnson. 

## Legături externe
- Profilul lui Jerry Jones din Forbes